# Olga Chernyavskaya
Pour les articles homonymes, voir Tcherniavskaïa.
Olga Chernyavskaya (en russe : Ольга Михайловна Чернявская, Olga Mikhaïlovna Tcherniavskaïa) puis Olga Burova (née Davydova le 17 septembre 1963 à Irbit) est une athlète russe spécialiste du lancer du disque.

## Carrière
Concourant sous les couleurs de l'URSS dès la fin des années 1980, Olga Burova s'adjuge la médaille d'argent des Championnats d'Europe de Split, se classant derrière l'Est-allemande Ilke Wyludda. Cinquième des Jeux olympiques de 1992, elle obtient le plus grand de sa carrière lors des Championnats du monde 1993 à Stuttgart en remportant le concours avec la marque de 67,40 m. Deux ans plus tard, elle prend la troisième place des mondiaux de Göteborg.
Sa meilleure performance au disque est de 68,38 m, réalisée le 29 mai 1992 à Sotchi.

## Palmarès
| Année | Compétition           | Lieu      | Résultat | Marque  |
| ----- | --------------------- | --------- | -------- | ------- |
| 1990  | Championnats d'Europe | Split     | 2e       | 66,72 m |
| 1992  | Jeux olympiques       | Atlanta   | 5e       | 64,02 m |
| 1993  | Championnats du monde | Stuttgart | 1re      | 67,40 m |
| 1994  | Championnats d'Europe | Helsinki  | 5e       | 62,54 m |
| 1995  | Championnats du monde | Göteborg  | 3e       | 66,86 m |
| 1996  | Jeux olympiques       | Atlanta   | 6e       | 64,70 m |